# Dave Chavarri
Dave Chavarri (Lima, 1967) è un batterista peruviano.
È il batterista del gruppo nu metal americano Ill Niño. Tra gli altri ha suonato anche con Lääz Rockit, Soulfly, Gothic Slam, Merauder, M.O.D. e Pro-Pain.
Inoltre è un grande fan dei King Diamond e quindi per lui è stato un grande onore partecipare alla realizzazione del brano In the Fire dell'album The All Star Session insieme al cantante danese.

## Discografia

### Ill Nino
- 2001 - Revolution Revolución
- 2003 - Confession
- 2005 - One Nation Underground
- 2008 - Enigma

### Soulfly
- 2000 - Under The Sun (brano presente sull'album tributo ai Black Sabbath Nativity in Black II: A Tribute to Black Sabbath).

### Gothic Slam
- 1988 - Killing Instinct
- 1989 - Just a Face in the Crowd

### Laaz Rockit
- 1991 - Nothing'$ $acred
- 1991 - Taste of Rebellion (dal vivo)

### M.O.D.
- 1992 - Rhythm of Fear
- 1994 - Devolution
- 1995 - Loved by Thousands, Hated by Millions
- 1996 - Dictated Aggression

### Pro-Pain
- 1998 - Pro-Pain

### Merauder
- 2003 - Bluetality